# Kịch phi lý

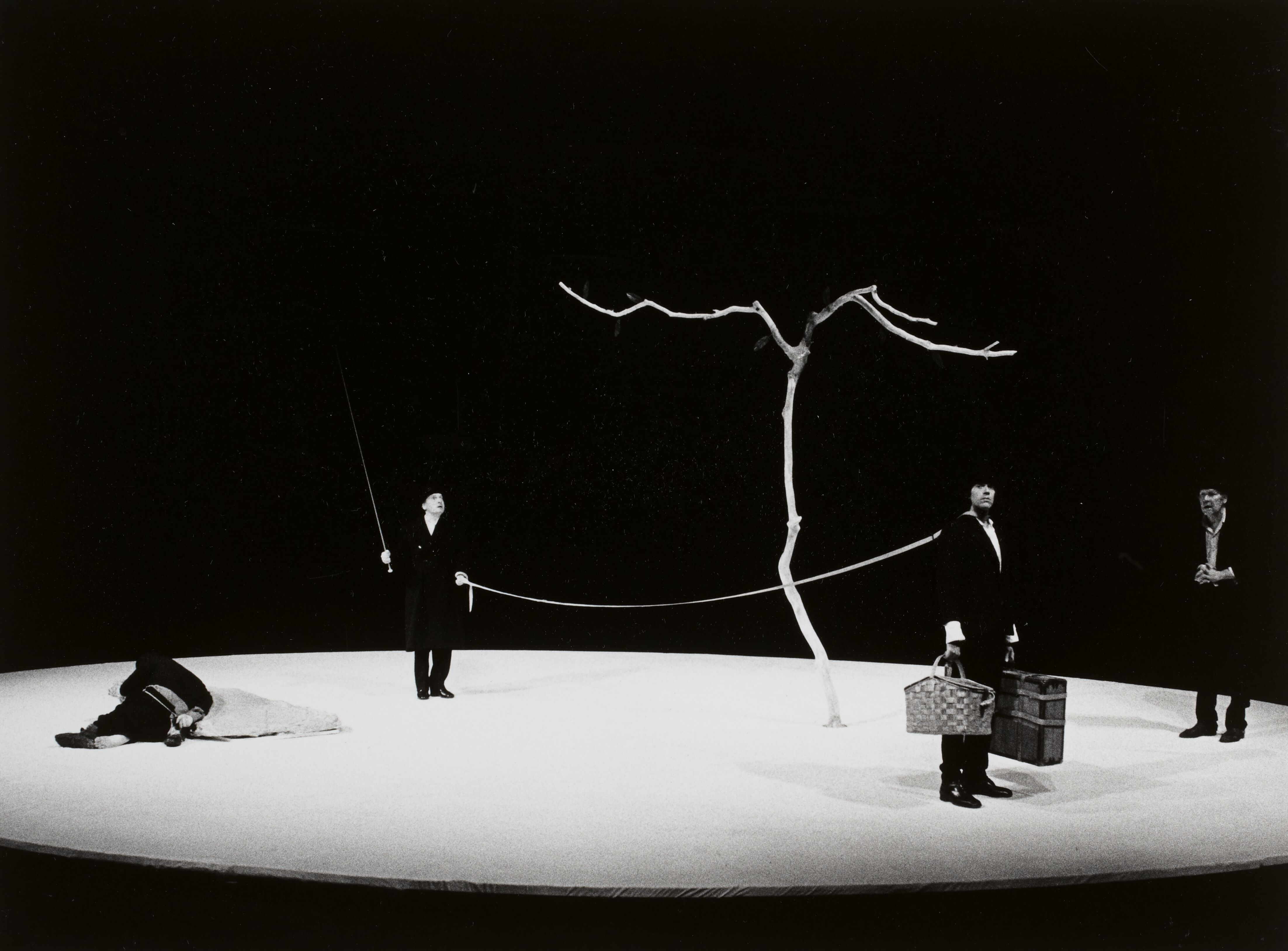
Waiting for Godot. Festival d'Avignon, dir. Otomar Krejča, 1978.

Kịch phi lý (tiếng Pháp: le théâtre absurde) là khái niệm gắn với một loạt hiện tượng trong văn học (chủ yếu là kịch) và sân khấu ở Tây Âu những năm 50-60 của Thế kỷ XX. Khái niệm "phi lý" (gốc La-tinh: absurdus) xuất phát từ triết học chủ nghĩa hiện sinh về tính phi lý, tính vô nghĩa của cuộc sống.
Thuật ngữ kịch phi lý xuất hiện sau lần biểu diễn ra mắt ở Paris vở kịch Nữ ca sĩ hói đầu (1950) của E. I-ô-nét-xcô và Trong khi chờ Gô-đô (1952) của X. Béc-két. Đặc điểm chính của kịch phi lý là trình bày theo lối hài kịch nghịch dị những hình thức giả dối và vô nghĩa lý (kể cả ngôn ngữ). Kịch phi lý đoạn tuyệt với truyền thống, do đó nó còn được gọi là "phản văn học", "phản kịch", "phản sân khấu".
Kịch phi lý không có cốt truyện, không có các tính cách; con người ở đây chỉ được xác định bởi các hành vi không có liên hệ nhân quả. Ngôn ngữ của con người trong kịch phi lý bị biến thành hình thức, không còn giữ được các khuôn nghĩa của ngôn ngữ: đối thoại cũng không còn khả năng làm phương tiện giao tiếp.
Từ bỏ sự phân tích xã hội, phủ nhận năng lực của lý tính, nhưng kịch và sân khấu phi lý dù sao vẫn chứa đựng cảm hứng phản kháng thực tại tư sản, đạo đức và "lương tri" tư sản, tiểu thị dân.
Một trong những thủ pháp chính của kịch phi lý là nghịch dị, được coi là thủ pháp chứa đựng nội dung đích thực của thực tại, bản chất phi lôgic và vô nghĩa của thực tại. Ngọn nguồn của kịch phi lý có thể tìm thấy ở các sáng tác của A. Gia-ri. Tiêu biểu cho kịch phi lý là các sáng tác của E. I-ô-nét-xcô, X. Béc-két.